# 24-Stunden-Rennen von Le Mans 1983

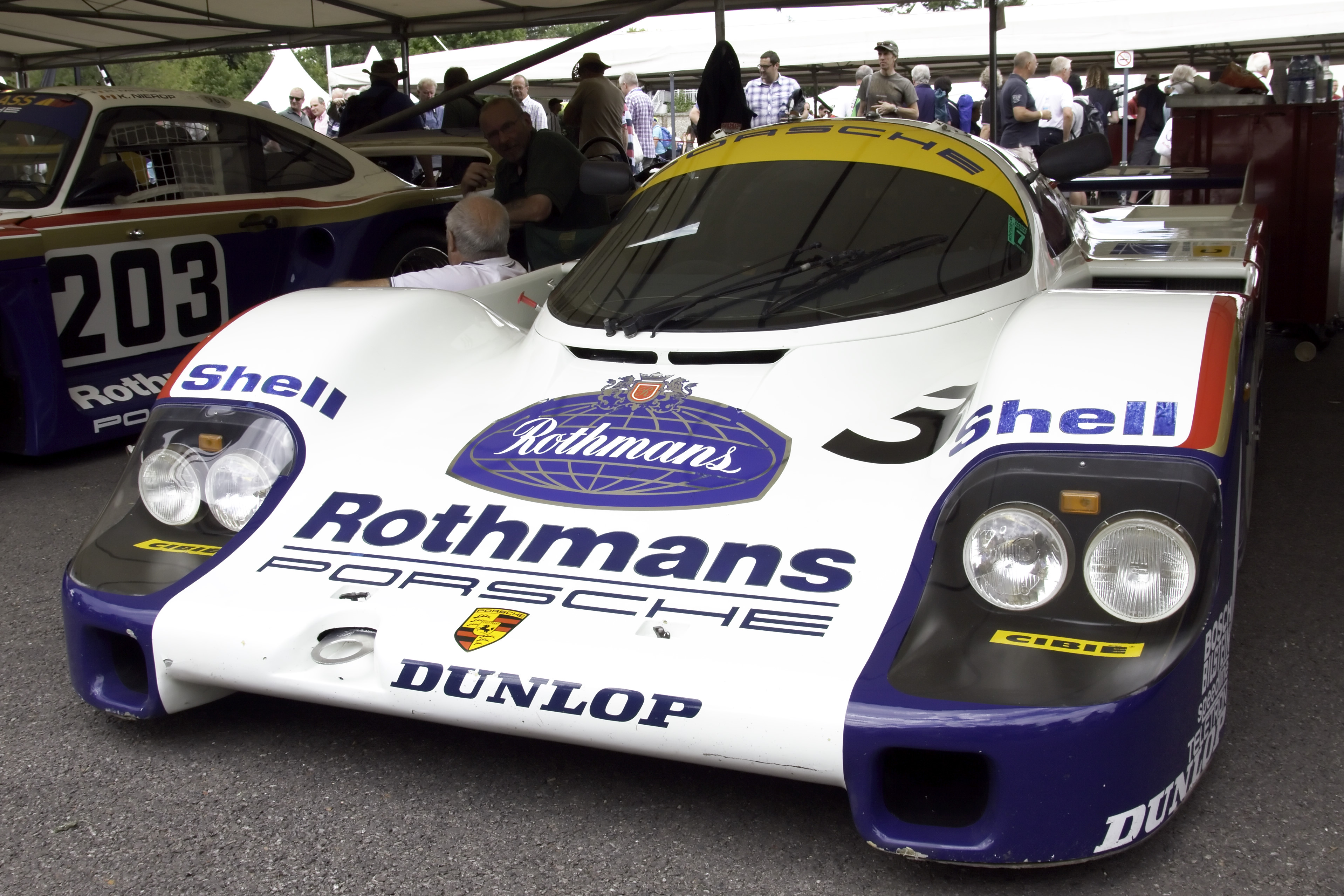
Der Werks-Porsche 956 mit der Startnummer 3. Siegerwagen von Vern Schuppan, Hurley Haywood und Al Holbert

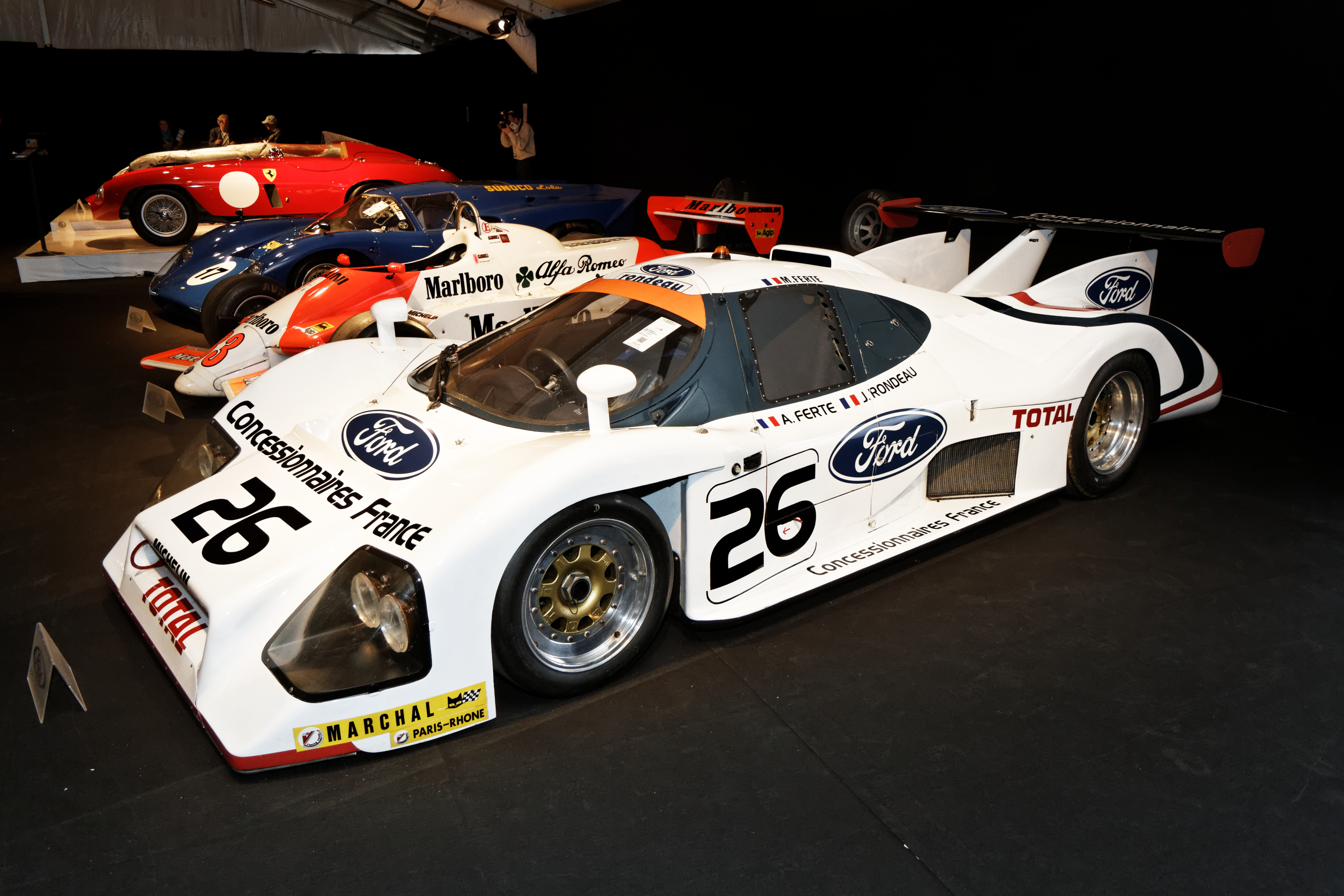
Rondeau M482 mit der Startnummer 26

Das 51. 24-Stunden-Rennen von Le Mans, der 51e Grand Prix d’Endurance les 24 Heures du Mans, auch 24 Heures du Mans, Circuit de la Sarthe, Le Mans, fand vom 18. bis 19. Juni 1983 auf dem Circuit des 24 Heures statt.

## Das Rennen
Nach der Einführung der Gruppe C und dem Gesamtsieg von Porsche 1982 mit dem neuen Porsche 956, verkaufte das deutsche Unternehmen seinen Gruppe-C-Prototypen auch an Privatteams. Ein Drittel des Feldes in der Gruppe-C-Klasse war daher Porsche 956. Das Werksteam war mit drei Fahrzeugen am Start und ging als Favoritenteam ins Rennen. Die beiden Vorjahressieger Jacky Ickx und Derek Bell bildeten auch 1983 ein Team. Dazu kamen die beiden US-Amerikaner Hurley Haywood und Al Holbert, die mit dem Australier Vern Schuppan eine Mannschaft bildeten, sowie der junge Deutsche Stefan Bellof, der sich ein Cockpit mit Jochen Mass teilte. Als stärkster Gegner agierte das Joest Team, das ebenfalls Porsche 956 einsetzte. Lancia brachte drei LC2 an die Sarthe, aber den italienischen Rennwagen wurde nicht zugetraut, die Distanz durchzuhalten.
Auch der US-amerikanische Formel-1-Weltmeister von 1978, Mario Andretti war am Start. Er teilte sich das Cockpit eines Kremer-Porsche-956 mit seinem Sohn Michael Andretti und dem Franzosen Philippe Alliot.
Knapp nach dem Start hatte Jacky Ickx in der Mulsanne eine Kollision mit Jan Lammers und musste zur Reparatur an die Boxen. Bis Mitternacht hatten sich die drei Werks-Porsche vom Feld abgesetzt, als knapp nach 24 Uhr der Bellof/Mass-Porsche mit Motorschaden ausfiel und der Ickx/Bell-Wagen wegen Problemen mit der Elektrik erneut unplanmäßig an die Box musste. Da waren die drei Werks-Lancia schon ausgeschieden.
So wenig spannend das Rennen verlief, so dramatisch war die letzte Rennrunde. Der in Führung liegende Hurley Haywood, der in der Nacht bei voller Fahrt eine Tür verlor, hatte in der letzten Runde Motorschaden und schleppte den angeschlagenen Porsche mit rauchendem Motor über die Ziellinie. Jacky Ickx, der gemeinsam mit Derek Bell den Rückstand fast wettgemacht hatte, konnte den Schwesterwagen aber nicht mehr einholen, da dem Belgier in der letzten Runde das Benzin ausging und er ebenfalls in nur langsamer Fahrt ins Ziel kam.
Die ersten acht Plätze in Gesamtklassement wurden von Porsche 956 belegt, ein Rekord in der Le-Mans-Geschichte, dazu der zehnte Platz. Das war in den USA Anlass für ein Werbeplakat mit der Überschrift „Nobody’s Perfect“.

## Ergebnisse

### Piloten nach Nationen
| 48 Franzosen  | 30 Briten      | 15 Deutsche    | 12 US-Amerikaner | 10 Belgier     |
| 10 Italiener  | 4 Schweizer    | 3 Japaner      | 3 Kanadier       | 2 Iren         |
| 2 Kolumbianer | 1 Argentinier  | 1 Australier   | 1 Chilene        | 1 Däne         |
| 1 Marokkaner  | 1 Niederländer | 1 Österreicher | 1 Schwede        | 1 Südafrikaner |

### Schlussklassement
| Pos.               | Klasse | Nr. | Team                              | Fahrer                                                   | Chassis         | Motor                                 | Reifen | Runden |
| ------------------ | ------ | --- | --------------------------------- | -------------------------------------------------------- | --------------- | ------------------------------------- | ------ | ------ |
| 1                  | C      | 3   | Rothmans Porsche                  | Vern Schuppan Hurley Haywood Al Holbert                  | Porsche 956     | Porsche Type-935 2.6L Turbo Flat-6    | D      | 370    |
| 2                  | C      | 1   | Rothmans Porsche                  | Jacky Ickx Derek Bell                                    | Porsche 956     | Porsche Type-935 2.6L Turbo Flat-6    | D      | 370    |
| 3                  | C      | 21  | Porsche Kremer Racing             | Mario Andretti Michael Andretti Philippe Alliot          | Porsche 956     | Porsche Type-935 2.6L Turbo Flat-6    | G      | 364    |
| 4                  | C      | 12  | Sorga S.A. Joest Racing           | Volkert Merl Clemens Schickentanz Mauricio de Narváez    | Porsche 956     | Porsche Type-935 2.6L Turbo Flat-6    | D      | 361    |
| 5                  | C      | 16  | John Fitzpatrick Racing           | John Fitzpatrick Guy Edwards Rupert Keegan               | Porsche 956     | Porsche Type-935 2.6L Turbo Flat-6    | G      | 358    |
| 6                  | C      | 8   | Sorga S.A. Joest Racing           | Klaus Ludwig Stefan Johansson Bob Wollek                 | Porsche 956     | Porsche Type-935 2.6L Turbo Flat-6    | D      | 354    |
| 7                  | C      | 18  | Obermaier Racing                  | Axel Plankenhorn Desiré Wilson Jürgen Lässig             | Porsche 956     | Porsche Type-935 2.6L Turbo Flat-6    | D      | 347    |
| 8                  | C      | 14  | Canon Racing                      | Jonathan Palmer Jan Lammers Richard Lloyd                | Porsche 956     | Porsche Type-935 2.6L Turbo Flat-6    |        | 339    |
| 9                  | C      | 46  | Sauber Team Switzerland           | Diego Montoya Tony Garcia Albert Naon                    | Sauber C7       | BMW M88 3.5L I6                       | D      | 338    |
| 10                 | C      | 47  | Preston Henn T-Bird Swap Shop     | Preston Henn Jean-Louis Schlesser Claude Ballot-Léna     | Porsche 956     | Porsche Type-935 2.6L Turbo Flat-6    | G      | 327    |
| 11                 | B      | 93  | Charles Ivey Racing               | John Cooper Paul Smith David Ovey                        | Porsche 930     | Porsche 3.3L Turbo Flat-6             |        | 303    |
| 12                 | C Jr   | 60  | Mazdaspeed Co. Ltd.               | Takashi Yorino Yōjirō Terada Yoshimi Katayama            | Mazda 717C      | Mazda 13B 1.3L 2-Wankel               | D      | 302    |
| 13                 | B      | 92  | Georg Memminger                   | Georg Memminger Heinz Kuhn-Weiss Fritz Müller            | Porsche 930     | Porsche 3.3L Turbo Flat-6             | D      | 299    |
| 14                 | C      | 54  | Valentin Bertapelle               | Bruno Sotty Gérard Cuynet                                | URD C81         | BMW M88 3.5L I6                       | D      | 292    |
| 15                 | B      | 95  | Equipe Alméras Fréres             | Jacques Alméras Jean-Marie Alméras Jacques Guillot       | Porsche 930     | Porsche 3.3L Turbo Flat-6             | M      | 279    |
| 16                 | C      | 10  | WM Secateva                       | Roger Dorchy Alain Couderc Pascal Fabre                  | WM P83          | Peugeot PRV 2.8L Turbo V6             | M      | 278    |
| 17                 | C      | 41  | EMKA Productions Ltd.             | Tiff Needell Steve O’Rourke Nick Faure                   | EMKA C83/1      | Aston Martin-Tickford 5.3L V8         |        | 275    |
| 18                 | C Jr   | 61  | Mazdaspeed Co. Ltd.               | Steve Soper Jeff Allam James Weaver                      | Mazda 717C      | Mazda 13B 1.3L 2-Wankel               | D      | 267    |
| 19                 | C      | 29  | Christian Bussi                   | Daniel Herregods Jean-Paul Libert Pascal Witmeur         | Rondeau M382    | Cosworth DFL 3.3L V8                  | D      | 265    |
| 20                 | B      | 96  | Michel Lateste                    | Raymond Touroul Michel Lateste Michel Bienvault          | Porsche 930     | Porsche 3.3L Turbo Flat-6             | M      | 264    |
| Nicht klassiert    |        |     |                                   |                                                          |                 |                                       |        |        |
| 21                 | B      | 97  | Raymond Boutinaud                 | Raymond Boutinaud Patrick Gonin Alain Le Page            | Porsche 928S    | Porsche 4.7L V8                       | D      | 234    |
| 22                 | C      | 53  | A.S. École Supérieure de Tourisme | François Hesnault Thierry Perrier Bernard Salam          | Lancia LC1/82   | Lancia 1.4L Turbo I4                  | D      | 232    |
| 23                 | C      | 51  | Scuderia Sivama Motor             | Oscar Larrauri Massimo Sigala Max Cohen-Olivar           | Lancia LC1      | Lancia 1.4L Turbo I4                  | D      | 217    |
| 24                 | C Jr   | 65  | François Duret                    | John Sheldon François Duret Ian Harrower                 | De Cadenet-Lola | Cosworth DFV 3.0L V8                  |        | 214    |
| Disqualifiziert    |        |     |                                   |                                                          |                 |                                       |        |        |
| 25                 | C      | 30  | Primagaz                          | Lucien Guitteny Pierre Yver Bernard de Dryver            | Rondeau M382    | Cosworth DFL 3.3L V8                  | D      | 266    |
| Ausgefallen        |        |     |                                   |                                                          |                 |                                       |        |        |
| 26                 | B      | 94  | Claude Haldi                      | Claude Haldi Günter Steckkönig Bernd Schiller            | Porsche 930     | Porsche 3.3L Turbo Flat-6             | M      | 217    |
| 27                 | C      | 2   | Rothmans Porsche                  | Jochen Mass Stefan Bellof                                | Porsche 956     | Porsche Type-935 2.6L Turbo Flat-6    | D      | 281    |
| 28                 | C      | 39  | Viscount Downe – Pace Petroleum   | Ray Mallock Mike Salmon Steve Earle                      | Nimrod NRA/C2B  | Aston Martin-Thickford DP1229 5.3L V8 | A      | 218    |
| 29                 | C      | 24  | Ford France                       | Thierry Boutsen Henri Pescarolo                          | Rondeau M482    | Cosworth DFL 4.0L V8                  | M      | 174    |
| 30                 | C      | 20  | Cooke Racing                      | Ralph Kent-Cooke Jim Adams François Sérvanin             | Lola T610       | Cosworth DFL 4.0L V8                  | G      | 165    |
| 31                 | B      | 90  | Brun Motorsport                   | Leopold Prinz von Bayern Angelo Pallavicini Jens Winther | BMW M1          | BMW M88 3.5L I6                       | D      | 160    |
| 32                 | C Jr   | 63  | Scuderia Jolly Club               | Carlo Facetti Martino Finotto Marco Vanoli               | Alba AR2        | Giannini Carma FF 1.9L Turbo I4       | P      | 158    |
| 33                 | C      | 28  | Jean Rondeau Ford France          | Vic Elford Joël Gouhier Anne-Charlotte Verney            | Rondeau M379    | Cosworth DFV 3.0L V8                  |        | 136    |
| 34                 | C      | 6   | Martini Racing Lancia             | Paolo Barilla Alessandro Nannini Jean-Claude Andruet     | Lancia LC2      | Ferrari 268C 2.6L Turbo V8            | D      | 135    |
| 35                 | C      | 11  | John Fitzpatrick Racing           | John Fitzpatrick David Hobbs Dieter Quester              | Porsche 956     | Porsche Type-935 2.6L Turbo Flat-6    | G      | 135    |
| 36                 | C      | 5   | Martini Racing Lancia             | Piercarlo Ghinzani Hans Heyer Michele Alboreto           | Lancia LC2      | Ferrari 268C 2.6L Turbo V8            | D      | 121    |
| 37                 | C      | 9   | WM Secateva                       | Jean-Daniel Raulet Michel Pignard Didier Theys           | WM P83          | Peugeot PRV 2.8L Turbo V6             | M      | 102    |
| 38                 | C      | 26  | Ford France                       | Alain Ferté Jean Rondeau Michel Ferté                    | Rondeau M482    | Cosworth DFL 4.0L V8                  | M      | 90     |
| 39                 | C      | 13  | Primagaz                          | Alain de Cadenet Yves Courage Michel Dubois              | Cougar C01B     | Cosworth DFL 3.3L V8                  | M      | 86     |
| 40                 | C      | 22  | Porsche Kremer Racing             | Derek Warwick Patrick Gaillard Frank Jelinski            | Kremer CK5      | Porsche Type-935 3.0L Turbo Flat-6    | G      | 76     |
| 41                 | C      | 38  | Dome Racing                       | Eliseo Salazar Chris Craft Nick Mason                    | March RC82      | Cosworth DFL 3.3L V8                  |        | 75     |
| 42                 | C Jr   | 64  | Hubert Striebig                   | Hubert Striebig Noël del Bello Jacques Heuclin           | Sthemo SM01     | BMW 2.2L I4                           |        | 71     |
| 43                 | C      | 49  | Grid Motor Racing Ltd.            | Fred Stiff Dudley Wood Ray Ratcliff                      | Grid Plaza S1   | Cosworth DFL 4.0L V8                  | F      | 69     |
| 44                 | C      | 36  | Brun Motorsport                   | Jacques Villeneuve Ludwig Heimrath junior David Deacon   | Sehcar C6       | Cosworth DFL 4.0L V8                  | D      | 68     |
| 45                 | C      | 72  | Communaute Pays de Loire          | Dany Snobeck Xavier Lapeyre Alain Cudini                 | Rondeau M382    | Cosworth DFL 3.3L V8                  | M      | 31     |
| 46                 | C      | 4   | Martini Racing Lancia             | Michele Alboreto Teo Fabi Alessandro Nannini             | Lancia LC2      | Ferrari 268C 2.6L Turbo V8            | D      | 27     |
| 47                 | C      | 43  | Peer Racing                       | François Migault Dave Kennedy Martin Birrane             | Ford C100       | Cosworth DFL 3.3L V8                  | G      | 16     |
| 48                 | C      | 25  | Ford France                       | Jean-Pierre Jaussaud Philippe Streiff                    | Rondeau M482    | Cosworth DFL 3.3L V8                  | M      | 12     |
| 49                 | C      | 15  | Belga Team Joest Racing           | Jean-Michel Martin Marc Duez Philippe Martin             | Porsche 936C    | Porsche Type-935 2.7L Turbo Flat-6    | D      | 9      |
| 50                 | C      | 42  | Richard Cleare Racing             | Tony Dron Richard Cleare Richard Jones                   | Kremer CK5      | Porsche Type-935 3.0L Turbo Flat-6    |        | 8      |
| 51                 | B      | 91  | Edgar Dören                       | Alain Yvon Jean-Marie Lemerle Michael Krankenberg        | Porsche 930     | Porsche 3.0L Turbo Flat-6             |        | 7      |
| Nicht gestartet    |        |     |                                   |                                                          |                 |                                       |        |        |
| 52                 | C      | 37  | Brun Motorsport                   | Hans-Joachim Stuck Harald Grohs Walter Brun              | Sehcar C83      | Porsche Type-935 2.6L Turbo Flat-6    |        | 1      |
| Nicht qualifiziert |        |     |                                   |                                                          |                 |                                       |        |        |
| 53                 | C Jr   | 62  | Manns Racing                      | David Palmer Pierre Honegger Roy Baker                   | Harrier RX83c   | Mazda 13B 1.3L 2-Wankel               |        | 2      |

1 Motorschaden im Training
2 nicht qualifiziert

### Nur in der Meldeliste
Hier finden sich Teams, Fahrer und Fahrzeuge, die ursprünglich für das Rennen gemeldet waren, aber aus den unterschiedlichsten Gründen daran nicht teilnahmen.
| Pos. | Klasse | Nr. | Team                            | Fahrer                                                     | Chassis         | Motor                                 |
| ---- | ------ | --- | ------------------------------- | ---------------------------------------------------------- | --------------- | ------------------------------------- |
| 54   | C      | 17  | Tiga Racing Services            | Neil Crang Howden Ganley                                   | Tiga GC83       | Chevrolet 5.0L V8                     |
| 55   | C      | 31  | Courage Compétition             | Yves Courage Alain de Cadenet Michel Dubois                | Cougar C02      | Cosworth DFL 3.3L V8                  |
| 56   | C      | 34  | Cheetah Automobiles Switzerland | Loris Kessel Laurent Ferrier Florian Vetsch                | Cheetah G603    | Cosworth DFL 4.0L V8                  |
| 57   | C      | 35  | Brun Motorsport                 | Hans-Joachim Stuck Walter Brun                             | Sehcar SH C6    | BMW M88 3.5L I6                       |
| 58   | C      | 41  | Cheetah Automobiles Switzerland | Bob Evans John Cooper Tiff Needell                         | Cheetah G604    | Aston Martin-Tickford 5.3L V8         |
| 59   | C      | 48  | GRID Motor Racing Ltd.          | Emilio de Villota                                          | Grid S2         | Aston Martin-Tickford 5.3L V8         |
| 60   | C      | 50  | North American Racing Team      |                                                            | Ferrari 512BB-C | Ferrari 5.0L Flat-12                  |
| 61   | C      | 52  | Scuderia Sivama Motor           | Joe Castellano Duilio Truffo                               | Lancia LC1      | Lancia 1.4L Turbo I4                  |
| 62   | GTO    |     | Jacky Hery                      | Jacky Hery Bernard Bouvet                                  | Porsche 911     | Porsche 3.3L Turbo Flat-6             |
| 63   | C      |     | Nimrod Racing Automobiles       |                                                            | Nimrod NRA/C2   | Aston Martin-Thickford DP1229 5.3L V8 |
| 64   | C      |     | Cooke Racing                    |                                                            | Lola T600       | Chevrolet 6.0L V8                     |
| 65   | C      |     | March Racing                    |                                                            | March 83G       | Porsche Type-935 2.6L Turbo Flat-6    |
| 66   | C      | 10  | Porsche Kremer Racing           | Kees Kroesemeijer Volkert Merl                             | Kremer CK5      | Porsche Type-935 2.6L Turbo Flat-6    |
| 67   | C      | 49  | URD Junior                      |                                                            | URD C83         | BMW M88 3.5L I6                       |
| 68   | GTX    | 69  | Jan Lundgårdh                   | Jan Lundgårdh Kurt Simonsen Mike Wilds                     | Porsche 935L1   | Porsche Type-935 2.6L Turbo Flat-6    |
| 69   | B      |     | Gerard Brucelle                 | Gerard Brucelle Anne-Charlotte Verney Jean-Jacques Vernier | Porsche 930     | Porsche Type-935 2.6L Turbo Flat-6    |
| 70   | B      |     | Hobby Rallye                    | Motta Piazza Fabio Ciseri Jean-Pierre Frey Mario Regusci   | Porsche 930     | Porsche Type-935 2.6L Turbo Flat-6    |

### Klassensieger
| Klasse          | Fahrer        | Fahrer         | Fahrer           | Fahrzeug    | Platzierung im Gesamtklassement |
| --------------- | ------------- | -------------- | ---------------- | ----------- | ------------------------------- |
| Gruppe C        | Vern Schuppan | Hurley Haywood | Al Holbert       | Porsche 956 | Gesamtsieg                      |
| Gruppe C Junior | Takshi Yorino | Yōjirō Terada  | Yoshimi Katayama | Mazda 717C  | Rang 12                         |
| Gruppe B        | John Cooper   | Paul Smith     | David Ovey       | Porsche 930 | Rang 11                         |

### Renndaten
- Gemeldet: 70
- Gestartet: 51
- Gewertet: 20
- Rennklassen: 3
- Zuschauer: 60.000
- Ehrenstarter des Rennens: Bernard Malsait, Superidendant der Region Sarthe
- Wetter am Rennwochenende: warm und trocken
- Streckenlänge: 13,626 km
- Fahrzeit des Siegerteams: 24:00:00,000 Stunden
- Gesamtrunden des Siegerteams: 370
- Distanz des Siegerteams: 5047,934 km
- Siegerschnitt: 210,330 km/h
- Pole Position: Jacky Ickx – Porsche 956 (#1) – 3.15.560 = 249,560 km/h
- Schnellste Rennrunde: Jacky Ickx – Porsche 956 (#1) – 3.29,070 = 233,922 km/h
- Rennserie: 4. Lauf zur Sportwagen-Weltmeisterschaft 1983